# Muntanyes Bitterroot
|  | Aquest article tracta sobre la serra part de la massís. Si cerqueu les muntanyes entre Montana i Idaho de les que forma part aquesta cadena muntanyosa, vegeu «serralada Bitterroot». |

Les Bitterroot (čkʷlkʷqin en salish), és la part més gran de la serralada Bitterroot, part de les muntanyes Rocoses i el batòlit d'Idaho, situada a l'oest del panhandle d'Idaho i al nord-oest de Montana (Estats Units). Les muntanyes engloben una superfície de 4.862 milles quadrades (12.593 km²).
Les muntanyes limiten al nord amb Lolo Creek, al nord-est amb el Clark Fork, al sud amb el riu Salmon, a l'est amb el riu Bitterroot i la seva vall, i a l'oest amb els rius Selway i Lochsa. El seu cim més alt és Trapper Peak, a 10,157 peus (3,096 m).

## Northern Bitterroot
Northern Bitterroot és la serra més al nord i més curta de les muntanyes Bitterroot. Les Northern Bitterroot engloben 4.841 km² (1.869 milles quadrades) i els seus dos cims més alts són el Rhodes Peak de 2.417 m (7.930 peus) i el Quartz Benchmark de 2.368 m (7.770 peus).
Les Northern Bitterroot també contenen un petit contrafort: el Grave Creek Range. La serra de Grave Creek amida 679 km² (262 milles quadrades) i el seu cim més alt és el Petty Mountain de 2.216 m (7.270 peus).

## Central Bitterroot
Central Bitterroot és la serra més al sud i més alta de les muntanyes Bitterroot. Les Northern Bitterroot engloben 7.752 km² (2.993 milles quadrades) i els seus dos cims més alts són el Trapper Peak (3.096 m, 10.157 peus) i El Capitan (3.043 m, 9.983 peus).
Les Northern Bitterroot també contenen un petit contrafort: els Como Peaks. La serra de Como Peaks abasta 79 milles quadrades (205 km²) i el seu cim més alt és l'esmentat El Capitan.

## La controvèrsia Bitterroot
Swanson (2011) examina el paper crític de Guy M. Brandborg del Servei Forestal dels Estats Units, que va ser supervisor del Bosc Nacional Bitterroot entre 1935 i 1955. En insistir en la tala selectiva, va intentar protegir les conques hidrogràfiques i els hàbitats de vida salvatge que es veuen perjudicats per la tala a manta. Després de retirar-se el 1955, Brandborg va denunciar el Servei Forestal per desviar-se del seu model. Va llançar un atac públic, conegut com la "controvèrsia Bitterroot". Brandborg va pressionar per assegurar l'aprovació de la National Forest Management Act de 1976, que codificava el seu model.